# Fi 156
A Fi 156, becenevén a Storch (magyarul: „gólya”) könnyű, csővázszerkezetű, vászonborítású, felsőszárnyas futárrepülőgép, melyet a Fieseler repülőgépgyár fejlesztett ki és gyártott a második világháború előtt a Luftwaffe számára. Kiváló repülési jellemzői miatt a polgári légiközlekedési piac számára az 1950-es évek végéig gyártásban maradt. Rövid fel- és leszállásiúthossz-szükségleteit a mai napig is legendák övezik. Francia gyártású változatai a matuzsálem repülőgépek légibemutatóin gyakran látott vendégek. Kialakítása több későbbi könnyűrepülőgépnek szolgált mintául.
1937-től gyártotta a Fieseler repülőgépgyár Kasselben. Miután a Fieseler fő üzemében 1943-ban elindították a Bf 109-es vadászrepülőgép gyártását, a Fi 156 sorozatgyártását áthelyezték a német ellenőrzés alatt működő choceňi Beneš-Mráz repülőgépgyárba. 1942-től a franciaországi Morane-Saulnier a Puteaux-ban is gyártotta többféle kivitelben. Az 1945-ig tartó sorozatgyártás során összesen közel 2900 darabot készítettek.

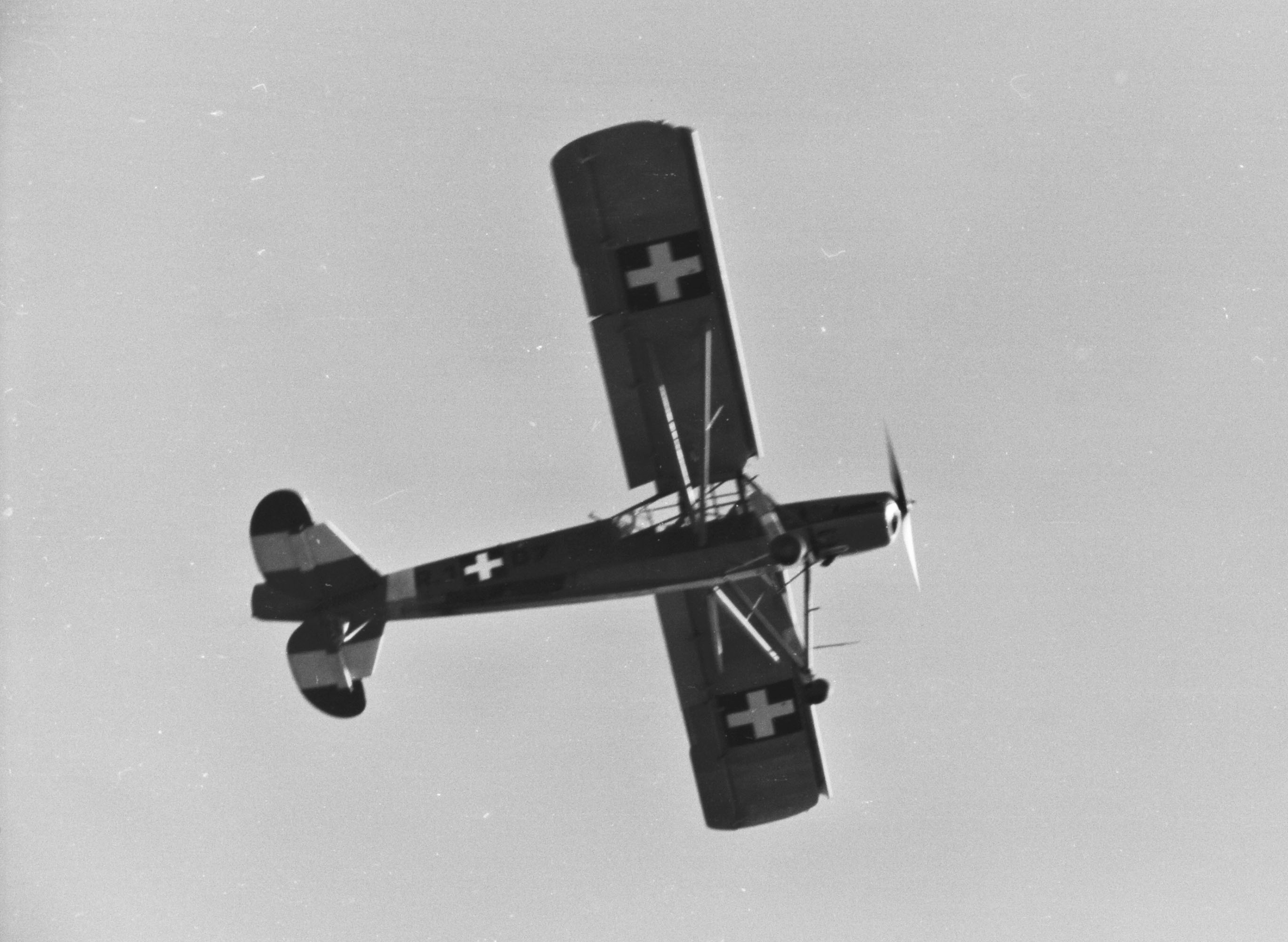
A magyar légierő Fieseler Fi 156C futárrepülőgépe

## Fordítás
- Ez a szócikk részben vagy egészben  a   Fieseler Fi 156 című angol Wikipédia-szócikk ezen változatának fordításán alapul.  Az eredeti cikk szerkesztőit annak laptörténete sorolja fel. Ez a jelzés csupán a megfogalmazás eredetét és a szerzői jogokat jelzi, nem szolgál a cikkben szereplő információk forrásmegjelöléseként.